# إدارة لاباز (السلفادور)
إدارة لاباز (بالإنجليزية: La Paz Department) هي إدارة في السلفادور، تتبع السلفادور، بلغ عدد سكانها 288٬022 نسمة، في 2007، عاصمتها بلدية ساكاتيكولوكا، تبلغ مساحتها 1٬227٫6 كيلومتر مربع.

## أعلام
- رافاييل بورغوس